# 하이 온 파이어
하이 온 파이어(High on Fire)는 미국의 헤비 메탈 밴드이다.